# Sarnowice
Sarnowice est une localité polonaise de la gmina d’Otmuchów située dans le powiat de Nysa en voïvodie d'Opole.
En 2021, la localité compte 267 habitants.

## Histoire
De 1742 à 1945, Sarlowitz fait partie de l'arrondissement de Grottkau dans le district d'Oppeln au sein de la province de Silésie.